# コンラート・ブロッホ
コンラート・エミル・ブロッホ（Konrad Emil Bloch, 1912年1月21日 - 2000年10月15日）は、ドイツ出身のユダヤ系の生化学者。

## 生涯

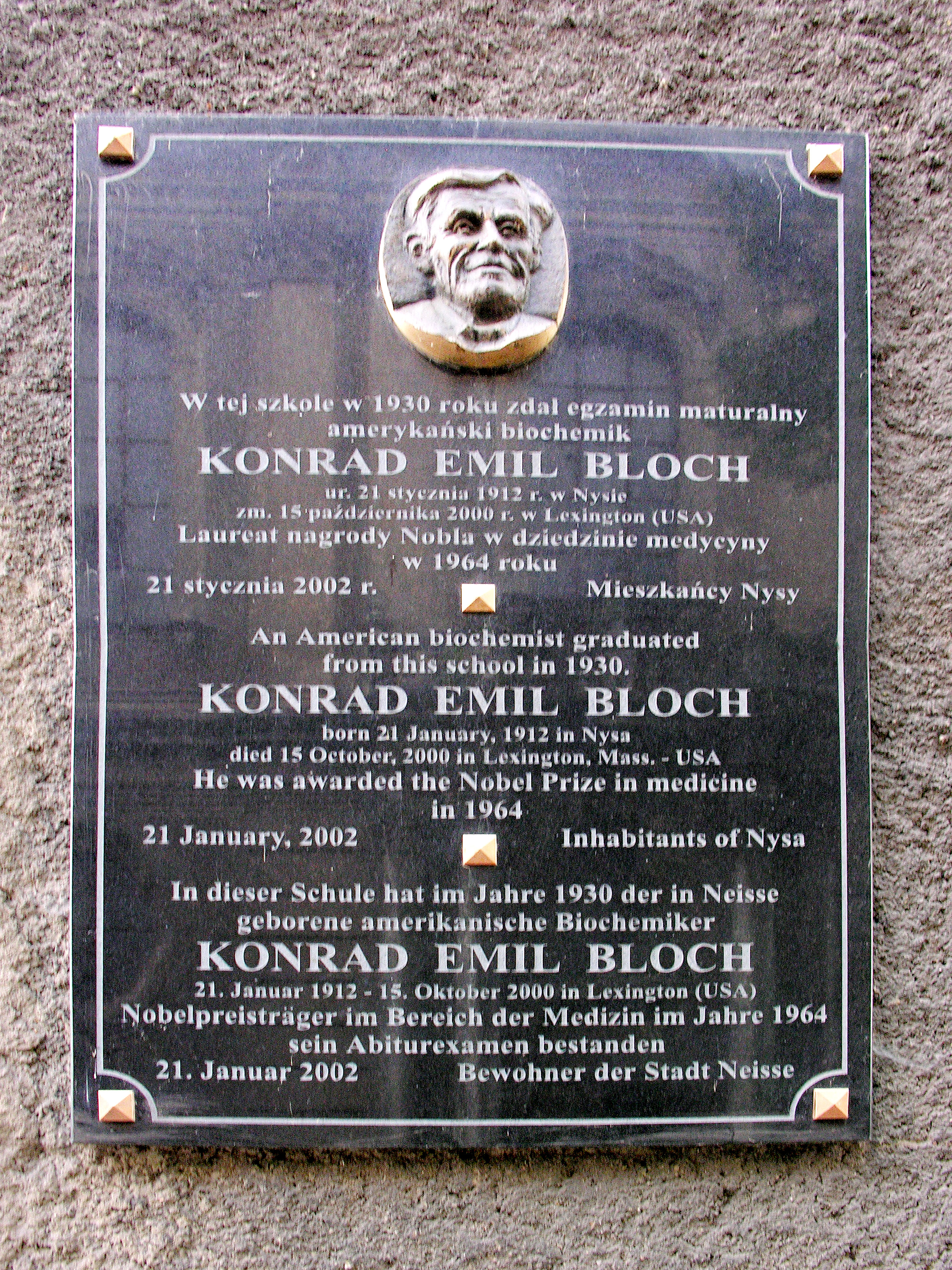
ニサにあるブロッホの銘板

ドイツ帝国のナイセ（現在のポーランド・ニサ）にて生まれる。ミュンヘンの Technische Hochschule （現ミュンヘン工科大学）にて学ぶ。
ユダヤ系のため、1934年にナチスを避け、スイスのダボスの Schweizerische Forschungsinstitut へ逃れる。
1936年、アメリカ合衆国に移住する。イェール医学校にて、生物科学部を選ぶ。1938年、コロンビア大学にて生物学のPh.D.を取得する。1939年から1946年までコロンビア大学にて教育を行う。その後、シカゴ大学に移り、その次には1954年にハーバード大学にて生化学の Higgins Professor に就任する。1982年の引退までここで研究を続ける。引退後は、フロリダ州立大学の人間科学部門の上級研究職にあった。
フェオドル・リュネンと共に、コレステロール、脂肪酸の代謝と調節の機構に関する研究により、1964年のノーベル生理学・医学賞を受賞した。
マサチューセッツ州バーリントンにて鬱血心不全により、2000年に死去。

## 受賞歴
- 1964年 ノーベル生理学・医学賞
- 1965年 アーネスト・ガンサー賞
- 1988年 アメリカ国家科学賞

## 参照
- Konrad Bloch - Biographical